# تپه دار ودرفش
تپه دار ودرفش مربوط به مفرغ است و در شهرستان کرمانشاه، بخش مرکزی، دهستان بالادربند، ۷۰۰ متری شمال غرب روستای دار و درفش ابراهیم بیگی واقع شده و این اثر در تاریخ ۱۵ دی ۱۳۸۷ با شمارهٔ ثبت ۲۴۱۱۹ به‌عنوان یکی از آثار ملی ایران به ثبت رسیده است.